# World Club Challenge 2018
El World Club Challenge de 2018 fue la vigésimo sexta edición del torneo de rugby league más importante de clubes a nivel mundial.

## Formato
Se enfrentan los campeones del año anterior de las dos ligas más importantes de rugby league del mundo, la National Rugby League y la Super League.

## Participantes
| Liga                       | Ganador         |
| -------------------------- | --------------- |
| National Rugby League 2017 | Sydney Roosters |
| Super League XXII          | Leeds Rhinos    |

## Encuentro
| 16 de febrero de 2018 | Melbourne Storm | 38 - 4 | Leeds Rhinos | AAMI Park, Melbourne            |  |
|                       |                 |        |              | Asistencia: 19 062 espectadores |  |

| Bandera de Australia    |
| Campeón Melbourne Storm |
| Tercer título           |